# Micrurus langsdorffi
Espèce
Synonymes
- Elaps langsdorffi Wagler, 1824
- Elaps imperator Cope, 1868
- Elaps batesi Günther, 1868

Statut de conservation UICN

 LC  : Préoccupation mineure
Micrurus langsdorffi est une espèce de serpents de la famille des Elapidae. 

## Répartition
Cette espèce se rencontre au Venezuela, en Colombie, en Équateur, au Pérou et au Brésil.

## Publication originale
- Wagler, 1824 : Serpentum Brasiliensium species novae, ou histoire naturelle des espèces nouvelles de serpens. in Jean de Spix, Animalia nova sive species novae, p. 1-75 (texte intégral).